# Dabulamanzi kaMpande
Dabulamanzi kaMpande (1839-1886) foi um comandante Zulu na Guerra Anglo-Zulu. Era  meio-irmão de Cetshwayo kaMpande, o rei Zulu.
Seu pai era Mpande, rei Zulu anterior ao seu irmão, o que fez dele um sobrinho do famoso Shaka. Sua mãe era Sanguza.
Ele tomou parte na Batalha de Isandlwana, onde liderou o Corpo Undi. Depois ele liderou a força Zulu na Batalha de Rorke's Drift.